# Антоний Сийский
Антоний Сийский (1477, село Кехта, Новгородская республика —1556) — преподобный Русской церкви, иеромонах, основатель и первый игумен Антониево-Сийского монастыря. Память совершается 7 декабря (по юлианскому календарю).

## Житие
Родился в 1478 году, в миру носил имя Андрей. Происходил из семьи богатого земледельца в селе Кехта близ Северной Двины, получил образование и выучился иконописи. Лишившись родителей, пришёл в Новгород и поступил на службу к местному боярину. После пяти лет службы женился, но через год овдовел. После этого принял решение уйти в монастырь. Раздав своё имущество, пришёл на реку Кену в Пахомиеву пустынь и принял монашеский постриг с именем Антоний. Позднее был рукоположён в иеромонаха.
Склонный к уединению, Антоний вместе с двумя монахами оставил пустынь и поселился на речке Шелексе на Чёрных порогах, где провёл 7 лет, пока не был изгнан местными жителями. После этого Антоний уже с семью учениками поселился на Большом Михайловом озере по течению реки Сии. В этом месте в 1520 году он построил часовню, а затем образовалась Сийская обитель. Антоний стал её первым игуменом, но неоднократно оставлял монастырь, ища уединения. Скончался в 1556 году, на 79-м году жизни.
Причисление Антония к лику святых было осуществлено с участием игумена монастыря Питирима и ученика Антония, монаха Филофея, которые хлопотали об этом в Москве в 1579 году. Филофею принадлежит и первый вариант жития Антония, на основании которого были написаны жития монахом Ионой и царевичем Иваном Ивановичем, которого об этом лично просил монах Филофей.

## ТропарьАнтонию Сийскому, глас 1-й (ц-с)
Желанием духовным распалився / и мятежи мирския отринув, / ко единому же Богу любовию прилепился еси / и, Того вседушне взыскуя, / во внутреннюю пустыню отошёл еси, при водах вселився, / идеже во слезах и трудех пребывая многолетное время, / в терпении мнозем житие Ангельское проходил еси / в наставлении Божественнаго разума, / и множество монахов собрал еси, мудре, / ихже посещая, и не остави, Антоние преподобне, отче наш, / Пресвятей Троице моляся / от зол всяческих избавити и спасти души наша.